# Centromerus europaeus
Centromerus europaeus là một loài nhện trong họ Linyphiidae.
Loài này thuộc chi Centromerus. Centromerus europaeus được Eugène Simon miêu tả năm 1911.